# 花束の夢
「花束の夢」（はなたばのゆめ）は1938年1月14日に公開された日本映画。製作は東宝映画。モノクロ。上映時間は69分。

## スタッフ
- 脚本：永見柳二、伊馬鵜平
- 音楽：谷口又士
- 撮影：立花幹也
- 美術：吉松英海
- 録音：下永尚
- プロデューサー：野坂実
- 監督：松井稔

## キャスト
- 佐伯秀男
- 神田千鶴子
- 姫宮接子
- 高峰秀子
- 汐見洋
- 三木利夫